# Réseau routier québécois
Le réseau routier québécois est le réseau routier de la province de Québec au Canada. Il comprend dans son ensemble environ 325 000 km de routes qui desservent principalement la moitié sud du territoire provincial, en particulier la vallée du Saint-Laurent. Le réseau dit « supérieur » est quant à lui constitué de 31 000 km d'autoroutes, de routes nationales et régionales en plus de 9 700 structures, telles que des ponts et des tunnels, celles-ci sont sous la responsabilité du ministère des Transports du Québec,.
Le réseau routier est aussi constitué de 107 000 km de voies locales sous la responsabilité des municipalités et de 186 000 km de routes d'accès aux territoires sous la responsabilité du ministère des Forêts, de la Faune et des Parcs. D'autres organismes, comme la société d'État Hydro-Québec et le gouvernement fédéral, gèrent respectivement 100 km et 500 km du réseau routier québécois.

## Classes de routes
Le réseau est divisé en huit classes différentes de routes, dont les cinq plus importantes sont gérées par le ministère des Transports du Québec alors que les trois autres relèvent des villes et municipalités québécoises.
| Classe                                                   | Définition |
| Routes à la charge du ministère des Transports du Québec | Routes à la charge du ministère des Transports du Québec |
| -------------------------------------------------------- | --- |
| Autoroutes                                               | Voie à accès limitée à circulation à haute vitesse ne comportant pas, sauf exception, d'intersection à niveau. |
| Routes nationales                                        | Principaux axes routiers autres que les autoroutes, reliant les agglomérations urbaines importantes OU routes touristiques et d'accès à des infrastructures d'envergure nationale ou internationale (aéroports, traverses maritimes, etc.). |
| Routes régionales                                        | Ces routes relient les agglomérations urbaines secondaires entre elles et entre celles-ci et les villes principales. Elles permettent également l'accès aux infrastructures d'envergure régionale.                                          |
| Routes collectrices                                      | Routes liant les agglomérations rurales entre elles et avec les centres urbains à proximité, ou encore les liaisons secondaires entre petites agglomérations urbaines.                                                                      |
| Routes d'accès aux ressources                            | Ce sont des routes qui permettent l'accès à des ressources forestières, minières ou à des ouvrages hydroélectriques dans les régions isolées.                                                                                               |
| Routes à la charge des municipalités                     | |
| Routes locales de niveau 1                               | Elles relient les centres ruraux entre eux. |
| Routes locales de niveau 2                               | Elles donnent accès aux propriétés rurales habitées en permanence. |
| Routes locales de niveau 3                               | Elles donnent accès à des propriétés non habitées à l'année. Les rues résidentielles des villes font également partie de cette classe. |

Le reste des voies carrossables sont pour la plupart gérées par des entreprises comme Hydro-Québec ou encore par différents ministères, comme le ministère des Forêts, de la Faune et des Parcs du Québec en ce qui concerne les chemins forestiers.

## Réseau québécois
Les routes gouvernementales du ministère des Transports du Québec sont les principales routes qui sillonnent le vaste territoire de la province. Pour desservir le vaste territoire québécois, ce ministère gère un réseau de plus de 30 000 km de routes, principalement situées dans le sud de la province.
Ces routes sont facilement identifiables, car ce sont les seules routes numérotées de la province. Au Québec, il n'y a pas de routes de comté, comme en Ontario, ou de routes départementales, comme en France. Ainsi, toutes les autoroutes ainsi que les routes principales, qu'elles soient d'envergure régionale ou nationale, relèvent du ministère des Transports du Québec.
Le Québec compte actuellement 31 autoroutes, 45 routes nationales et 129 routes régionales ou secondaires.

### Autoroutes
Jusqu'en 2011, le Québec ne concédait pas ses autoroutes comme dans certains pays. La totalité du réseau autoroutier était libre d'accès, gratuit et géré directement par le gouvernement. Depuis le 21 mai 2011, l'autoroute 25 a un pont à péage situé sur une nouvelle section de 7,2 km de l'autoroute reliant Montréal et Laval. De plus, une nouvelle section de l'autoroute 30 compte un pont à  péage depuis son ouverture en décembre 2012. Il s'agit des deux seuls points de péage du système autoroutier québécois, et ces deux segments d'autoroutes sont gérés dans le cadre de partenariat entre le public et le privé.

### Routes

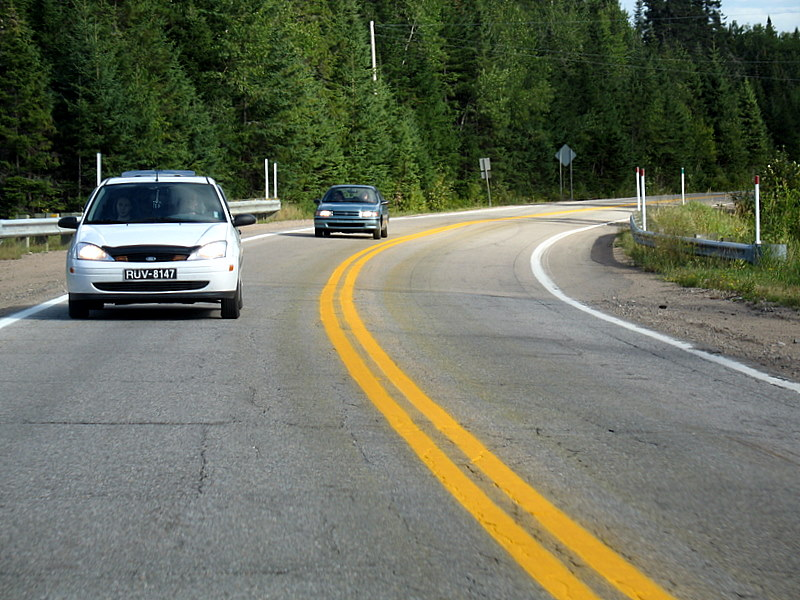
La route 367, près de Rivière-à-Pierre, dans la région de la Capitale-Nationale.

Parmi les routes gérées par le gouvernement du Québec, on retrouve : les routes nationales (série 100) et les routes régionales (série 200 et 300).

## Numérotation
De façon générale, les routes impaires sont perpendiculaires au fleuve Saint-Laurent (axe nord-sud) alors que les routes paires sont parallèles au fleuve (axe est-ouest). Les routes sont numérotées d'ouest en est et du sud au nord. Par exemple, la 105, la 155 et la 195 sont respectivement situées en Outaouais (ouest), en Mauricie (centre) et au Bas-St-Laurent (est). Et la 112 est parallèle au fleuve entre la frontière et celui-ci, la 132  borde le fleuve sur sa rive sud, alors que la 138 fait de même sur sa rive nord.
Chaque type de routes possède une série de numéros qui lui est propre. Les autoroutes sont numérotées de 0 à 99 et de 400 à 999. Les routes dites principales ou nationales sont numérotées de 100 à 199. Les routes secondaires sont numérotées entre 200 et 399.
La numérotation des routes secondaires est un peu différente. La série 200 inclut les routes situées au sud du fleuve, la numérotation débute en Montérégie et se termine en Gaspésie. La série 300 est situé au nord du fleuve, la numérotation débute en Outaouais, se poursuit jusqu'à la Côte-Nord et se termine en Abitibi (390 à 399).
Il y a quelques exceptions à ces règles. Par exemple, la route 162, parallèle au fleuve, est située entre les routes 116 et 132. Son numéro ne correspond donc pas à sa situation dans le réseau. Elle est probablement numérotée ainsi en raison de sa proximité avec les routes 161 et 165 qui sont perpendiculaires au fleuve. Il y a aussi la route 198, dans le parc de la Gaspésie, qui relie L'Anse-Pleureuse à Gaspé, via Murdochville. Elle est située au centre de la boucle faite par la 132 dans la péninsule gaspésienne. Sa situation (entourée par une route en boucle) ou sa proximité avec les routes 195, 197 et 299 pourrait expliquer sa numérotation.
De plus, la route 201 est située sur les deux rives du fleuve, elle est d'ailleurs la seule route secondaire à traverser le Saint-Laurent. Au Bas-Saint-Laurent, deux routes perpendiculaires au fleuve portent des numéros pairs, 296 et 298. Cette situation est créée en raison de l'épuisement des numéros impairs dans la série 200. Il conviendrait à une route de l'ouest de la province (Montérégie et Estrie) et non à une route de l'est de la province comme le sont les routes 296 et 298. Ainsi, il fut choisi de les numéroter avec des numéros pairs dans le même ordre de grandeur que les autres routes perpendiculaires du secteur (291, 293, 295 et 297).
Il y a également certaines incohérences dans l'ordre des routes. Par exemple, la 213 est plus à l'est que la 237. Ceci est dû à l'ajout tardif de routes au système et la non-disponibilité de numéros plus appropriés.

## Réseau local
Les routes locales permettent de relier entre eux les centres ruraux. Elles donnent aussi accès à la propriété en tant que rues. Chaque ville et municipalité ont leur propre manière d'identifier les rues. Plusieurs d'entre elles utilisent un petit panneau rectangulaire vert sur lequel est écrit le nom de la route en blanc. Ceux-ci sont souvent installés sur les panneaux ARRÊT.
On y retrouve aussi des aménagements routiers spéciaux. Cette partie du réseau local est souvent administrée par des organismes ou des fédérations indépendantes. Ces aménagements prennent souvent la forme de voies carrossables sans revêtement et à largeur réduite comme une piste cyclable.

## Signalisation
Le Canada n'a pas adopté la Convention de Vienne sur la signalisation routière. La signalisation routière étant de juridiction provinciale, chaque province canadienne a établi son propre système de signalisation. Cependant, les limites de vitesse canadiennes sont toutes indiquées en km/h, contrairement, par exemple, aux États-Unis.
Les routes nationales et régionales du Québec sont identifiées par des chiffres blancs sur un bouclier à fond vert. Le numéro est surmonté de trois fleurs de lys. Les autoroutes, pour leur part, sont indiquées par un bouclier bleu. L'ensemble des indications relatives à la route, c'est-à-dire les indications de directions, les indications de jonction et les panneaux affichant les distances kilométriques sont tous de couleur verte à écriture blanche. Des attraits naturels (rivière, montagne), ou encore des parcs, des réserves ou des aires de repos, sont indiqués sur des panneaux bruns à écriture blanche. Enfin, les attraits touristiques, tels que les terrains de golf, les centres de ski, les hôtels et les campings, sont indiqués sur des panneaux bleus, toujours à écriture blanche.
Sur la chaussée, une ligne blanche continue est située en bordure pour délimiter la route, et ce, de chaque côté. Au centre, il y a généralement deux lignes jaunes, continues ou non, dépendant des secteurs. Ces lignes délimitent le centre de la route et chaque sens possède la sienne. Lorsque les lignes sont continues, aucune des deux directions ne peut faire de dépassements; lorsqu'une des lignes est continue et l'autre pointillée, il est permis de faire des dépassements dans la direction où la ligne est discontinue. Lorsqu'il est permis de faire des dépassements dans les deux sens en même temps, on ne retrouve qu'une seule ligne jaune au centre, discontinue. Les voies d'une même direction sont délimitées par des lignes blanches discontinues ou pleines. Les routes moins larges possèdent uniquement une ligne médiane jaune.
Les limites de vitesse sont affichées en noir sur des panneaux rectangulaires au fond blanc.

Autoroute transcanadienne
Autoroutes québécoises
Routes nationales et régionales québécoises

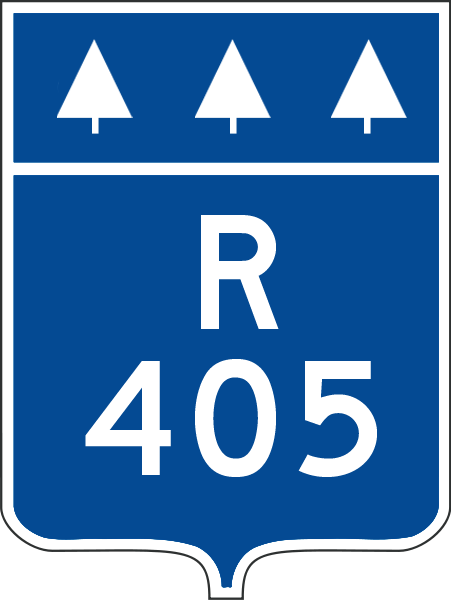
Routes forestières québécoises
Sentiers fédérés de motoneige
Pistes cyclables de la Route verte du Québec

## Financement du réseau routier
Le financement des infrastructures routières au Québec repose sur trois principales sources de financement, à savoir la taxe sur l'essence, les droits sur les immatriculations et les droits sur le permis de conduire.
Selon le ministère des Transports de la Mobilité Durable et de l'Électrification des Transports du Québec dans le rapport annuel de gestion publié en 2017, la taxe sur l'essence fournit plus de 59 % de l'ensemble des fonds. Elle adopte les principes d'utilisateur-payeur et de pollueur-payeur. En effet, la taxe payée est proportionnelle aux distances parcourues ; et les émissions de carbone sont proportionnelles à la quantité de carburant consommée. L'automobiliste au Québec paie à cet effet 19,2 cents avant taxes de ventes pour chaque litre acheté à la pompe.
Au Canada, le Fond de Taxe sur l'Essence (FTE) constitue pour le gouvernement une source de financement qui sert aux investissements dans des projets d'infrastructures tel que le transport en commun, le réseau routier, l'eau potable, et les infrastructures liées aux eaux usées. Elle est versée deux fois par an aux provinces et aux territoires pour financer l'infrastructure locale. Le FTE fournit plus de 2 milliards de dollars par an et soutient environ 2500 projets dans toutes les collectivités du Canada.
Les droits sur les immatriculations et les droits sur le permis de conduire quant à eux sont considérés comme des frais fixes pour pouvoir utiliser les véhicules et accéder au réseau routier. Les droits d'immatriculation sont calculés selon la catégorie de plaque tel que les véhicules de promenade à usage personnel, motocyclettes et cyclomoteurs, taxis, camions, autobus et minibus, remorques et autres catégories. Tandis que les droits sur le permis de conduire concernent aussi bien les nouveaux permis de conduire que les renouvellements, en plus des droits et des contributions d'assurance payable annuellement pour garder l'avantage de conduire.
Théoriquement, ces revenus servent à la couverture des charges fixes du réseau routier, tel que la sécurité routière et le déneigement, mais ne tiennent pas compte du degré d'utilisation des routes.
Le ministère des Transports, de la Mobilité durable et de l’Électrification des transports mentionne dans son rapport annuel 2016-2017 que ces trois sources de financement comptent pour 87,4 % du total des revenus.

## Contexte historique et climatique

### Historique
Le Québec est vaste, peu peuplé et sillonné par des dizaines de milliers de rivières qu'il faut traverser sur des ponts; le fleuve Saint-Laurent et les rivières ont longtemps été les seules voies d'accès. La route qui relie Montréal et Québec sur la rive nord du fleuve Saint-Laurent n'est complétée qu'en 1734. Le chemin de fer relie la ville de Québec et le lac Saint-Jean en 1888 (il n'y a pas encore de route). L'usine Ford de Windsor en Ontario est fondée le 17 août 1904 et marque le début du développement du réseau routier moderne au Canada. Le Québec est la première province du Canada à créer un ministère de la voirie en 1914. Le souffleur à neige est inventé en 1925 par le québécois Arthur Sicard qui livre un premier camion 4x4 muni d'un souffleur avant, avec moteur auxiliaire à l'arrière en 1927. Des essais de déneigement ont lieu en divers endroits et 209 km sont déneigés en 1927. Il faut attendre 1949 pour que le gouvernement généralise le déneigement des routes dans toute la province.

### Climatique
Le climat du Québec est influencé par l'immense baie d'Hudson qui laisse descendre l'air froid arctique et par le courant froid de l'Atlantique Ouest qui descend de l'Arctique et longe les côtes du Québec et du Labrador alors que les pays scandinaves, situés plus au nord, bénéficient du réchauffement par le courant chaud du Gulf Stream qui remonte l'Est de l'Atlantique. Le froid descend régulièrement sous les moins 30°C. Le gel du sol en hiver peut atteindre 2,44 m (8 pieds) de profondeur sur les surfaces déneigées et les précipitations de neige, plus d'un mètre ; certaines routes anciennes, construites sur fond argileux, peuvent se soulever de 30 cm. En hiver, les ponts de glace étaient suffisamment épais pour permettre l'exploitation forestière, le défrichement de routes et l'accès à certaines îles avec de la machinerie lourde ; de 1880 à 1883, des rails sont installés sur le fleuve Saint-Laurent glacé pour permettre à un train de relier Montréal à Longueuil****. Aujourd'hui, le déneigement et l'épandage d'abrasifs accaparent une part importante du budget consacré au réseau routier. L'usage de sel et de calcium limite la durée de vie des ouvrages en béton armé à environ 50 ans. Les cycles de gel et dégel favorisent l'infiltration d'eau et l'éclatement de la chaussée ; au printemps, l'accumulation de glace sur les côtés des rues limite l'évacuation de l'eau, surtout dans les villes, et la répétition quotidienne des cycles produit des milliers de nids de poule (petits cratères).

## Sources
- Ministère des Transports du Québec
- Commission de toponymie du Québec